# 大板井バスストップ

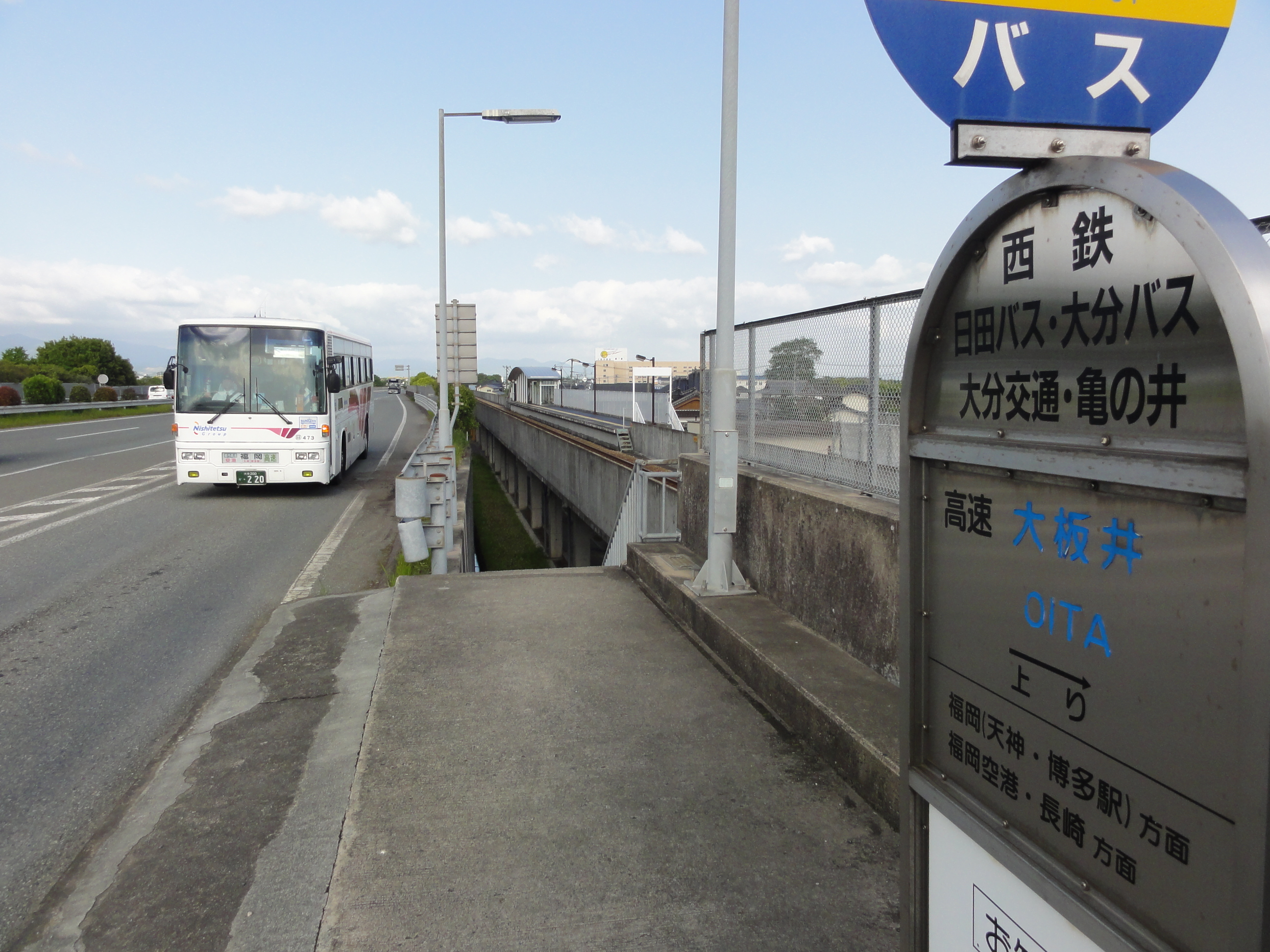
上り線側バス停に進入する高速バス。右奥に見えるのが甘木鉄道大板井駅

大板井バスストップ（おおいたいバスストップ）は、福岡県小郡市大板井の大分自動車道上（鳥栖JCTから2.0km地点）にあるバス停留所である。
バス事業者の間では、高速小郡大板井（こうそくおごおりおおいたい）という名称が使われている。かつて停留所名は「おいたい」と呼ばれてきたが、現在は「おおいたい」と改められている。
甘木鉄道甘木線大板井駅前に位置している。

## 停車する系統および隣接停留所
| 路線愛称 | 運行会社            | 下り線側（大分）方面                                       | 上り線側（鳥栖）方面                                                           |
| -------- | ------------------- | ---------------------------------------------------------- | ------------------------------------------------------------------------------ |
| ひた号   | 西日本鉄道 日田バス | 高速甘木 → 杷木 → 日田（城内豆田入口・日田BT・日田営業所） | 高速基山 → 天神高速BT → 博多BT 高速基山 → 福岡空港国内線 → 東光二丁目 → 博多BT |

なお、かつては大分自動車道を経由する「とよのくに号」（各停便のみ）「サンライト号」「ゆふいん号」も停車していたが、2020年4月1日のダイヤ改正を以て「ゆふいん号」が全便通過となったことにより、現在では「ひた号」が停車するのみとなっている。

## 乗り換え
- 甘木鉄道甘木線大板井駅
  - 甘木方面
  - 小郡（西鉄天神大牟田線接続）・基山（JR鹿児島本線接続）方面

## 位置情報
- 北緯33度23分43秒 東経130度33分45秒 / 北緯33.39528度 東経130.56250度
- 鳥栖［北東］ - 地理院地図
- 大板井駅 - Google マップ